# ويست بارك
ويست بارك (بالإنجليزية: West Park, Florida)‏ هي مدينة تقع في مقاطعة بروارد (فلوريدا) بولاية فلوريدا في الولايات المتحدة. تأسست عام 38412، تبلغ مساحتها 5.8 (كم²)، وترتفع عن سطح البحر  م، بلغ عدد سكانها 14156 نسمة في عام 2010 حسب إحصاء مكتب تعداد الولايات المتحدة وتصل الكثافة السكانية فيها 2495.1 نسمة/كم2.

## التركيبة السكانية
حدّد مكتب تعداد الولايات المتحدة بيانات التركيبة السكانية لويست بارك في تعداد الولايات المتحدة. في ما يلي، التركيبة السكانية حسب تعدادي 2000 و2010.

### تعداد عام 2010
بلغ عدد سكان ويست بارك 14,156 نسمة بحسب تعداد عام 2010، وبلغ عدد الأسر 4,335 أسرة وعدد العائلات 3,336 عائلة مقيمة في المدينة. في حين سجلت الكثافة السكانية 2,415.7 نسمة لكل كيلومتر مربع (6,256.6/ميل2). وبلغ عدد الوحدات السكنية 4,711 وحدة بمتوسط كثافة قدره 803.9 لكل كيلومتر مربع (2,082.1/ميل2).
وتوزع التركيب العرقي للمدينة بنسبة 32.82% من البيض و57.87% من الأمريكيين الأفارقة و0.40% من الأمريكيين الأصليين و1.05% من الأمريكيين ذوي الأصول الآسيوية و0.05% من سكان جزر المحيط الهادئ و4.51% من الأعراق الأخرى و3.31% من عرقين مختلطين أو أكثر و28.90% من الهسبانيون أو اللاتينيون من أي عرق.
بلغ عدد الأسر 4,335 أسرة كانت نسبة 44% منها لديها أطفال تحت سن الثامنة عشر تعيش معهم، وبلغت نسبة الأزواج القاطنين مع بعضهم البعض 39.7% من أصل المجموع الكلي للأسر، ونسبة 28% من الأسر كان لديها معيلات من الإناث دون وجود شريك،  بينما كانت نسبة 9.2% من الأسر لديها معيلون من الذكور دون وجود شريكة وكانت نسبة 23% من غير العائلات. تألفت نسبة 17.4% من أصل جميع الأسر من عدة أفراد يعيشون في نفس المنزل ونسبة 5.5% كانت تتألف من شخص يعيش بمفرده يبلغ من العمر 65 عاماً أو أكثر. وبلغ متوسط حجم الأسرة المعيشية 3.26، أما متوسط حجم العائلات فبلغ 3.65.
بلغ العمر الوسطي للسكان 34.2 عاماً. وكانت نسبة 27.1% من القاطنين تحت سن الثامنة عشر، وكانت نسبة 11% بين الثامنة عشر والرابعة والعشرين عاماً، ونسبة 26.4% كانت واقعةً في الفئة العمرية ما بين الخامسة والعشرين والرابعة والأربعين عاماً، ونسبة 25.2% كانت ما بين الخامسة والأربعين والرابعة والستين، ونسبة 10.3% كانت ضمن فئة الخامسة والستين عاماً فما فوق. وتوزع التركيب الجنسي للسكان بنسبة 48.1% ذكور و51.9% إناث.